# Codocyt

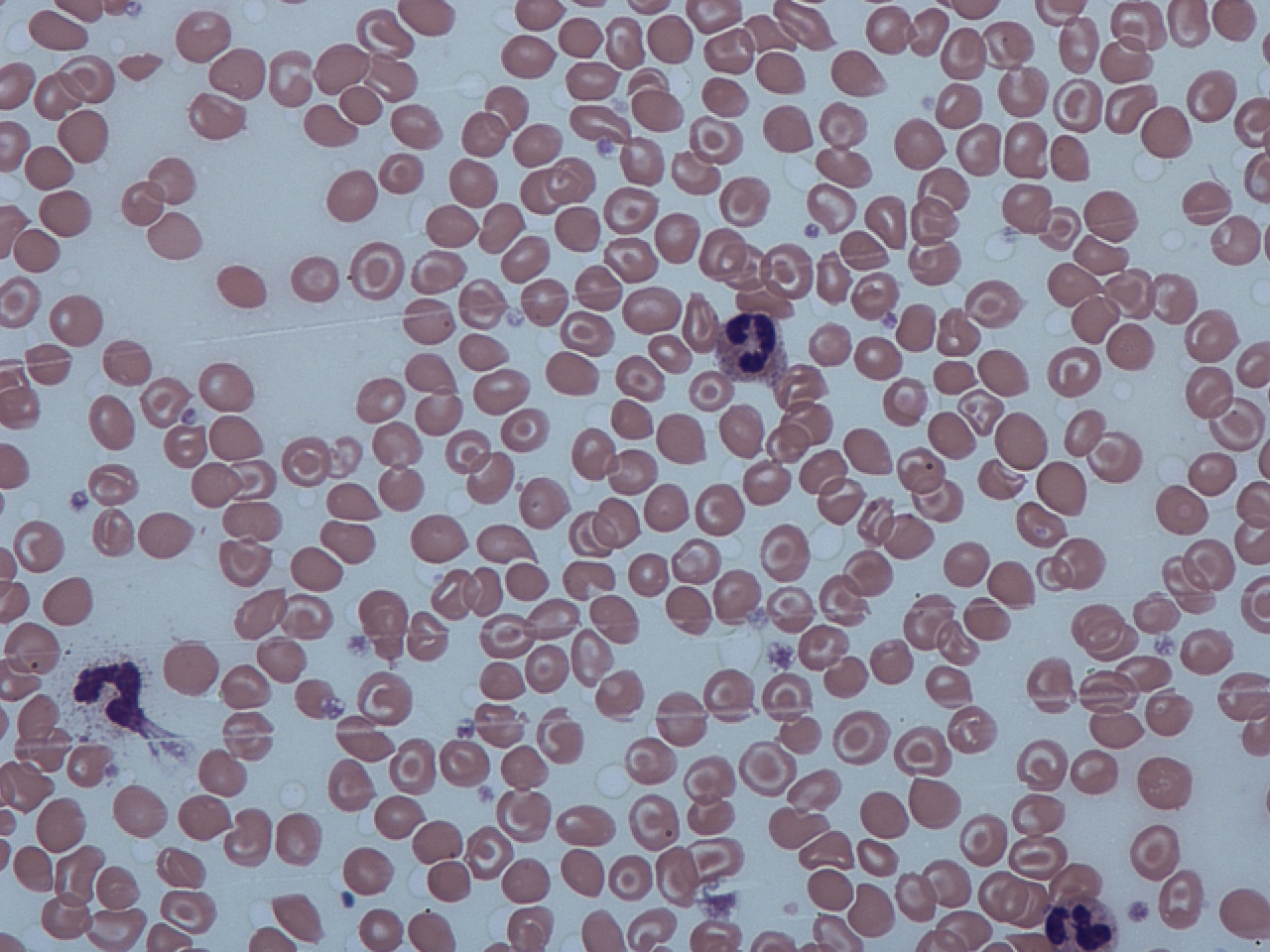
Codocyten im menschlichen Blut (Giemsa-Färbung)

Codocyten, auch bekannt als Schießscheibenzellen oder mexikanische Hutzellen („Mexican hat cells“) sind rote Blutkörperchen, die das Aussehen einer Zielscheibe haben.
Im Lichtmikroskop scheinen diese Zellen eine dunkle Mitte zu haben (ein zentraler Bereich mit Hämoglobin), umgeben von einem weißen Ring (ein Bereich der relativ blass ist), gefolgt von einem dunklen äußeren (peripheren) zweiten Ring, der ein Streifen aus Hämoglobin beinhaltet. Im Elektronenmikroskop erscheinen die Codocyten hingegen eher sehr dünn und glockenförmig. Aufgrund ihrer geringen Dicke werden sie als leptocytisch und wegen der wellenförmigen Kopfform als „Mexican hat cells“ bezeichnet. Auf einem morphologischen Routineabstrich bevorzugen einige Leute die Unterscheidung zwischen Leptocyten und Codocyten. Sie verweisen darauf, dass in Leptocyten die zentrale Stelle nicht vollständig vom peripheren Ring abgegrenzt ist; das heißt, die Blässe ist eher in einer C-Form anstatt einem vollständigen Ring zu erkennen.
Die Zellen sind durch einen überproportionalen Anstieg im Verhältnis von Oberflächenmembran zu Volumen gekennzeichnet. Man bezeichnet dies als einen „relativen Membranüberschuss“. Dies liegt an der erhöhten Oberfläche der roten Blutkörperchen (Erhöhung über dem Normalwert) oder an einem verminderten intrazellulären Hämoglobingehalt, was wiederum eine abnormale Abnahme des Zellvolumens ohne Auswirkungen auf die Größe der Membranfläche verursachen kann. Der Anstieg des Oberflächen-Volumen-Verhältnisses verleiht der Zelle eine verringerte osmotische Fragilität, da sie in Bezug auf eine gegebene Menge an osmotischem Stress mehr Wasser aufnehmen kann.
In vivo sind die Codocyten glockenförmig. Sie nehmen die Zielscheiben-Konfiguration nur an, wenn sie verarbeitet werden, um einen Blutfilm zu erhalten. In diesem Film erscheinen diese Zellen vor allem aufgrund ihrer Blässe dünner als normal, ausgehend von der Beurteilung der Dicke mittels eines Mikroskops.

## Ursachen
Die Zellen können in Verbindung mit den folgenden Erscheinungen auftreten:
- Lebererkrankungen: Die Lecithin-Cholesterin-Acyltransferase (LCAT)-Aktivität kann bei obstruktiver Lebererkrankung verringert werden. Eine verringerte Enzymaktivität erhöht wiederum das Cholesterin-Phospholipid-Verhältnis, wodurch eine Oberflächenzunahme der Membranen der roten Blutkörperchen hervorgerufen wird.
- Eisenmangel: Die Abnahme des Hämoglobin-Gehalts bezogen auf Fläche ist möglicherweise der Grund für das Auftreten von Codocyten. Dasselbe Phänomen tritt auch bei Thalassämien, Hämoglobin-C-Erkrankung etc. auf.
- α-Thalassämie und β-Thalassämie[5] (Hämoglobinpathie)
- Hämoglobin-C-Erkrankung
- Post-Splenektomie: Eine wichtige Funktion der Milz ist die Ausscheidung von opsonisierten, verformten und beschädigten Erythrozyten durch splenische Makrophagen. Wenn die splenische Makrophagenfunktion gestört ist oder auf Grund der Milzentfernung fehlt, werden veränderte Erythrozyten nicht mehr effizient aus dem Kreislauf entfernt. Daher kann eine erhöhte Anzahl an Codocyten beobachtet werden.
- Autosplenektomie verursacht durch Sichelzellenanämie

Bei Patienten mit obstruktiver Lebererkrankungen ist die Lecithin-Cholesterin-Acyltransferase-Aktivität geschwächt, wodurch sich das Cholesterin-Phospholipid-Verhältnis erhöht und die Oberflächen der Membranen von roten Blutkörperchen zunehmen. Im Gegensatz dazu tritt Membranüberschuss entsprechend bei Patienten mit Eisenmangel-Anämie und Thalassämie auf Grund der reduzierten Menge an intrazellulärem Hämoglobin auf. Wenn eine Zellmembran bricht, wird diese bewegungslos und hört auf zu pulsieren. Die Bildung von Codocyten verringert die Menge an Sauerstoff, die durch das Blut zirkuliert. Sie sind nicht in der Lage, Sauerstoff zu binden und diesen zu allen Bereichen des Körpers zu transportieren.

## Symptome
Eine Erhöhung der Codocyten resultiert aus einer Verschiebung des Gleichgewichts zwischen roten Blutkörperchen und Cholesterin. Ebenso ist das Verhältnis zwischen Oberflächenmembran und Volumen erhöht. Codocyten sind widerstandsfähiger gegenüber osmotischer Lyse, was meistens an Hunden gesehen wird. Hypochrome Zellen bei Eisenmangelanämien weisen auch das Aussehen einer Zielscheibe auf. Codocyten sind ungewöhnlich beständig gegen Kochsalzlösung.